# Eparquía de El Cairo de los caldeos
La eparquía de El Cairo de los caldeos (en latín: Eparchia Cahirensis Chaldaeorum y en árabe: الأبرشية الكلدانية الكاثوليكية في القاهرة‎) es una circunscripción eclesiástica de la Iglesia católica en Egipto. Se trata de una eparquía caldea, inmediatamente sujeta al patriarcado de Bagdad de los caldeos. Desde el 31 de diciembre de 2009 es sede vacante y su administrador patriarcal es el presbítero Paulus Sati, de la Congregación del Santísimo Redentor.

## Territorio y organización
La eparquía tiene 996 603 km² y extiende su jurisdicción sobre los fieles católicos de rito caldeo residentes en Egipto.
La sede de la eparquía se encuentra en el distrito de Heliópolis de la ciudad de El Cairo, en donde se halla la Catedral de Nuestra Señora de Fátima.
En 2021 en la eparquía existían 3 parroquias.

## Historia
La presencia católico-caldea en Egipto , especialmente en El Cairo y Alejandría, comenzó en la segunda mitad del siglo XIX, cuando unas 150 familias se trasladaron a Egipto desde Irak, Irán y Anatolia. Inicialmente fueron encomendados al cuidado pastoral de la Iglesia latina, hasta que en 1890 el patriarca caldeo Eliya XIV Abulyonan erigió un vicariato patriarcal: el primer vicario fue el sacerdote Petros Abed. En 1896 había 200 fieles caldeos registrados, que se convirtieron en 400 en 1914.
Gracias a la donación de una benefactora iraquí, en 1891, en presencia del patriarca, se inició la construcción de la primera iglesia caldea en Egipto, en el barrio cairota de Faggala, consagrada en 1893 y dedicada a san Antonio Abad. En 1941, el patriarca Yosep VII Ghanima colocó la primera piedra de una nueva iglesia en el distrito de Heliópolis; el 13 de mayo de 1953 se abrió al culto esta iglesia dedicada a Nuestra Señora de Fátima y desde ese momento los vicarios patriarcales trasladaron su sede de Faggala a Heliópolis.
El 23 de abril de 1980 el vicariato patriarcal fue elevado al rango de eparquía con jurisdicción sobre todo Egipto, y la iglesia de Nuestra Señora de Fátima se convirtió en la catedral de la nueva diócesis. Se abrió también otra parroquia en Alejandría.
La eparquía ha estado vacante desde el último día de 2009 y es administrada por vicarios patriarcales.

## Estadísticas
Según el Anuario Pontificio 2022 la eparquía tenía a fines de 2021 un total de 1040 fieles bautizados.
| Año                                                                             | Población            | Población | Población      | Sacerdotes | Sacerdotes    | Sacerdotes    | Bautizados por sacerdote | Diáconos permanentes | Religiosos | Religiosos | Parroquias |
| Año                                                                             | Bautizados católicos | Total     | % de católicos | Total      | Clero secular | Clero regular | Bautizados por sacerdote | Diáconos permanentes | Varones    | Mujeres    | Parroquias |
| ------------------------------------------------------------------------------- | -------------------- | --------- | -------------- | ---------- | ------------- | ------------- | ------------------------ | -------------------- | ---------- | ---------- | ---------- |
| 1980                                                                            | 650                  | ?         | ?              | 2          | 2             |               | 325                      |                      |            |            | 8          |
| 1990                                                                            | 500                  | ?         | ?              | 1          | 1             |               | 500                      |                      |            |            | 2          |
| 1999                                                                            | 500                  | ?         | ?              | 2          | 1             | 1             | 250                      |                      | 1          | 8          | 2          |
| 2000                                                                            | 500                  | ?         | ?              | 2          | 1             | 1             | 250                      |                      | 1          | 8          | 2          |
| 2001                                                                            | 500                  | ?         | ?              | 2          | 1             | 1             | 250                      |                      | 1          | 8          | 2          |
| 2002                                                                            | 500                  | ?         | ?              | 2          | 1             | 1             | 250                      |                      | 1          | 8          | 2          |
| 2003                                                                            | 500                  | ?         | ?              | 2          | 1             | 1             | 250                      |                      | 1          | 8          | 2          |
| 2004                                                                            | 500                  | ?         | ?              | 2          | 1             | 1             | 250                      |                      | 1          | 8          | 2          |
| 2009                                                                            | 500                  | ?         | ?              | 2          | 1             | 1             | 250                      |                      | 1          | 13         | 2          |
| 2013                                                                            | 3000                 | ?         | ?              | 5          | 4             | 1             | 600                      |                      | 1          | 13         | 3          |
| 2014                                                                            | 2000                 | ?         | ?              | 5          | 2             | 3             | 400                      |                      | 3          | 3          | 3          |
| 2019                                                                            | 1000                 |           |                | 5          | 2             | 2             | 250                      |                      | 2          |            | 3          |
| 2021                                                                            | 1040                 |           |                | 3          | 1             | 2             | 346                      |                      | 3          | 1          | 3          |
| Fuente: Catholic-Hierarchy, que a su vez toma los datos del Anuario Pontificio. |                      |           |                |            |               |               |                          |                      |            |            |            |

## Episcopologio
- Ephrem Bédé † (23 de abril de 1980-18 de enero de 1984 falleció)
- Youssef Ibrahim Sarraf † (6 de febrero de 1984-31 de diciembre de 2009 falleció)
  - Sede vacante (desde 2009)
  - Philip B. Najim (2013?-29 de agosto de 2018) (administrador patriarcal)
  - Paulus Sati, C.SS.R., desde el 29 de agosto de 2018 (administrador patriarcal)